# جيسيكا بيرس
جيسيكا بيرس (بالإنجليزية: Jessica Pierce)‏ هي فيلسوفة أمريكية، ولدت في 21 أكتوبر 1965.